# 仲村正男
仲村 正男（なかむら まさお、男性、1988年1月6日 - ）は、日本の元プロボクサー。大阪府大阪市大正区出身。第38代OPBF東洋太平洋スーパーフェザー級王者。元WBOアジアパシフィックスーパーフェザー級王者。仲里・ATSUMIボクシングジム所属。2012年12月の仲里・ATSUMIボクシングジムの分裂により渥美ボクシングジム所属。

## 来歴
父・富男は沖縄県那覇市出身でフェザー級ランカーだった元プロボクサー。興國高等学校進学後、本格的にボクシングを始め、全国高校選抜大会や国体で優勝。高校の1年後輩に井岡一翔と宮崎亮がいる。
卒業後、B級プロテスト合格。2006年6月12日、後楽園ホールでプロデビュー1回TKO勝利。
デビュー3戦連続1回KO勝利、10連勝をかけた一戦ではタイの国内王者をKOして不敗のまま10戦10勝10KOとなった。
2010年8月1日、全日本フェザー級新人王の加治木了太（大鵬）とノンタイトル10回戦を行い、8回0分58秒TKO勝利でデビューから11戦連続KO勝利を重ねる。
2010年12月5日、OPBF東洋太平洋スーパーフェザー級チャンピオンの19歳のフィリピンのホープアラン・タナダに挑み、2回にダウンを喫するも5回には連打でダウンを返しさらに畳み掛けてストップにつなげた5回TKO勝利で無敗対決を制しプロ初タイトルを獲得するとともにデビューからの連続KOを12に伸ばした。
2011年5月7日、大阪府立体育会館にて亀田興毅の王座防衛戦の前座として登場、同級1位のロナルド・ポンティージャス（フィリピン）を迎えて初防衛に挑むが、左ストレートで1回に2度のダウンを奪われ、セコンドがタオルを投入し試合がストップ。初回61秒TKOで敗れ、王座陥落とともにデビュー戦からの連続KO記録は12で止りプロ入り後初の黒星となった。試合前WBA世界スーパーフェザー級王者の内山高志にオファーを出していたがこの敗戦により白紙となった。
2012年はノンタイトル戦を2試合行い、ともに1回,2回と早いラウンドでKO勝利を挙げハードパンチャー振りを発揮した。
2012年12月、仲里・ATSUMIボクシングジムの分裂により渥美ボクシングジム所属となる。
2013年5月8日、高校時代の後輩井岡一翔と宮崎亮のダブルタイトルマッチの前座として登場し、タイのスーパーライト級王者のエーククンポン・モークルンテープトンブリーと62.0kg契約8回戦を行い、5回TKO勝利これで15勝15KOと敗れた試合以外全ての勝利をKO勝ちという結果になった。
2013年8月4日、大阪市IMPホールでOPBF5位のレイモンド・セルモナ（フィリピン）と対戦し、3回KO勝利で復帰4連勝を飾った。試合後東洋太平洋王座への再挑戦を否定し、ダイレクトに世界挑戦させる考えを所属ジムの大東会長代行が明かした。
2013年10月14日、大阪市住吉区民センターでIBF同級14位のファーサイ・サックリーリン（タイ）と対戦、この試合はノンタイトルながら渥美ジムのオーナーからの計らいでKOすれば200万円と言うボーナスがかけられた。試合は初回に3度のダウンを奪う速攻劇を見せつけわずか100秒で世界ランカーをKOした。
2016年4月、一度現役を引退し、以降は建設業に身を置き現場監督を務めていた。
しかし、2018年に現役復帰し、3月18日の復帰戦でジェームサック・サイトーンジム（タイ）に2回1分58秒KO勝利。
2018年12月1日、カルロ・マガレを10回2分39秒TKOで降しWBOアジア太平洋王座を獲得。
2019年3月6日、自身のブログで減量苦を理由に現役引退を発表した。

## 戦績
- アマチュアボクシング：64戦59勝（34RSC）5敗
- プロボクシング：28戦25勝（24KO）3敗

| 戦           | 日付           | 勝敗 | 時間     | 内容    | 対戦相手                                   | 国籍         | 備考                                                     |
| ------------ | -------------- | ---- | -------- | ------- | ------------------------------------------ | ------------ | -------------------------------------------------------- |
| 1            | 2006年6月12日  | ☆    | 1R 2:04  | TKO     | モンコチャイ・サンデージム                 | タイ         | プロデビュー戦                                           |
| 2            | 2006年8月27日  | ☆    | 1R 0:48  | KO      | ガーロン・シスヤガンパイ                   | タイ         |                                                          |
| 3            | 2006年10月9日  | ☆    | 1R 2:36  | KO      | アオキ・ヒロシ（金子）                     | 日本         |                                                          |
| 4            | 2007年4月9日   | ☆    | 3R 1:10  | TKO     | セーンチャルン・ウォースラポン             | タイ         |                                                          |
| 5            | 2007年8月13日  | ☆    | 1R 2:36  | KO      | ゴンザレス・ビン・アナル                   | インドネシア |                                                          |
| 6            | 2007年12月10日 | ☆    | 1R 2:48  | KO      | パヤトール・ツインスペシャル               | タイ         |                                                          |
| 7            | 2008年3月10日  | ☆    | 4R 1:46  | KO      | モセス・セラン                             | インドネシア |                                                          |
| 8            | 2009年3月15日  | ☆    | 1R 1:22  | KO      | ピニョー・ソータナピニョー                 | タイ         |                                                          |
| 9            | 2009年12月13日 | ☆    | 1R 2:50  | KO      | 川波武士（大鵬）                           | 日本         |                                                          |
| 10           | 2010年4月18日  | ☆    | 2R 2:59  | KO      | ディンプン・チュワタナ                     | タイ         |                                                          |
| 11           | 2010年8月1日   | ☆    | 8R 0:58  | TKO     | 加治木了太（大鵬）                         | 日本         |                                                          |
| 12           | 2010年12月5日  | ☆    | 5R 0:46  | TKO     | アラン・タナダ                             | フィリピン   | OPBF東洋太平洋スーパーフェザー級タイトルマッチ・王座獲得 |
| 13           | 2011年5月7日   | ★    | 1R 1:01  | TKO     | ロナルド・ポンティージャス                 | フィリピン   | OPBF東洋太平洋スーパーフェザー級タイトルマッチ・王座陥落 |
| 14           | 2012年5月3日   | ☆    | 2R 1:20  | TKO     | ワッチャラレック・オーベンジャマッド       | タイ         |                                                          |
| 15           | 2012年8月4日   | ☆    | 1R 2:26  | KO      | ブディ・リスキー                           | インドネシア |                                                          |
| 16           | 2013年5月8日   | ☆    | 5R 0:24  | KO      | エーククンポン・モークルンテープトンブリー | タイ         |                                                          |
| 17           | 2013年8月4日   | ☆    | 3R 2:40  | TKO     | レイモンド・セルモナ                       | フィリピン   |                                                          |
| 18           | 2013年10月14日 | ☆    | 1R 1:40  | KO      | ファーサイ・サックリーリン                 | タイ         |                                                          |
| 19           | 2013年12月31日 | ☆    | 2R 2:11  | TKO     | ファーサンハン・オーベンジャマット         | タイ         |                                                          |
| 20           | 2014年7月30日  | ★    | 8R       | 判定0-3 | 伊藤雅雪（伴流）                           | 日本         |                                                          |
| 21           | 2014年12月28日 | ★    | 2R 1:18  | TKO     | レイ・ラバオ                               | フィリピン   |                                                          |
| 22           | 2015年4月5日   | ☆    | 3R 2:28  | KO      | パトムサット・シットサイトーン             | タイ         |                                                          |
| 23           | 2015年8月21日  | ☆    | 10R      | 判定2-1 | 金子大樹（横浜光）                         | 日本         |                                                          |
| 24           | 2015年11月22日 | ☆    | 2R 1:19  | KO      | ダーオルアン・ルークバーンスワン           | タイ         |                                                          |
| 25           | 2016年4月17日  | ☆    | 2R 1:42  | KO      | サン・サックナロン                         | タイ         |                                                          |
| 26           | 2018年3月18日  | ☆    | 2R 1:58  | KO      | ジェームサック・サイトーンジム             | タイ         |                                                          |
| 27           | 2018年8月10日  | ☆    | 5R 終了  | TKO     | マルボン・ボディオンガン                   | フィリピン   |                                                          |
| 28           | 2018年12月1日  | ☆    | 10R 2:39 | TKO     | カルロ・マガリ                             | フィリピン   | WBOアジアパシフィックスーパーフェザー級王座決定戦        |
| テンプレート |                |      |          |         |                                            |              |                                                          |

## 獲得タイトル
- 第38代OPBF東洋太平洋スーパーフェザー級王座（防衛0=陥落）
- WBOアジア太平洋スーパーフェザー級王座（防衛0=返上）